# Fadhila Chitour
Fadhila Boumendjel-Chitour (Blida, 2 maart 1942) is een Algerijnse hoogleraar aan de Faculteit Geneeskunde van Algiers en mensenrechtenactiviste. Ze is de voormalige directeur van CHU Bab El Oued (Algiers). 

## Biografie
Boumendjel-Chitour werd geboren in een revolutionair gezin en is de dochter van Ahmed Boumendjel en de nicht van Ali Boumendjel. Ze studeerde aan de Jules Ferry hogeschool in Parijs, waar haar vader advocaat was. Ze studeerde Latijn op de middelbare school en de universiteit, maar was vastbesloten om dokter te worden. Ze heeft gezegd: "Natuurlijk was filosofie mijn gekke liefde. Maar ik voelde dat ik op een concrete en effectieve manier moest kunnen bijdragen aan de opbouw van mijn land. Ik moest mezelf ten dienste stellen van anderen, vandaar de keuze voor de geneeskunde: een keuze waar ik geen spijt van heb, omdat ik een passie voor dit werk had."

## Carrière
Van 1988 tot 1990 was ze voorzitter van het Medisch Comité Tegen Foltering , voordat zij hielp bij de oprichting van de Algerijnse afdeling van Amnesty International, waarvan zij tussen 1991 en 1993 voorzitter was. Als feministisch activiste richtte ze het Wassila Network op, dat strijdt tegen geweld tegen vrouwen en kinderen.  Zij vertegenwoordigde Amnesty International Algerije tussen 2000 en 2009 en werd in 2009 vicevoorzitter. 

## Publicaties
- Boumendjel-Chitour, F. (2017). Children in the Algerian healthcare system. NAQD, (1), 127-142.[6]